# Pius Engelbert
Pius Engelbert OSB (* 28. Oktober 1936 in Köln; † 6. Oktober 2024 in Coesfeld) war ein deutscher Benediktinermönch, Abt der Abtei Gerleve und Kirchenhistoriker.

## Leben und Wirken
Karl-Heinz Engelbert trat nach dem Abitur 1956 in die Benediktinerabtei in Gerleve ein, wo er von Abt Pius Buddenborg den Ordensnamen Pius erhielt. Am 4. August 1957 legte er seine Profess ab und studierte Theologie und Philosophie an der Benediktinerhochschule Sant’Anselmo in Rom. Am 15. September 1962 empfing er die Priesterweihe. 1964 diplomierte er als Bibliograf und Archivar in Geschichtlichen Hilfswissenschaften an der Vatikanischen Schule für Paläografie, Diplomatik und Archivkunde. 1966 wurde er an Sant’Anselmo mit der Schrift Die Vita Sturmi des Eigil von Fulda zum Dr. theol. promoviert.
Von 1981 bis 1999 war er Professor für Kirchengeschichte an der ordenseigenen Hochschule Sant’Anselmo und an der Päpstlichen Universität Gregoriana. Von 1981 bis 1999 vertrat er als Generalprokurator die Beuroner Benediktinerkongregation in Rom.
1999 wurde er als Nachfolger von Clemens Schmeing zum Abt der Benediktinerabtei Gerleve im Bistum Münster gewählt; die Abtsweihe empfing er am 19. September 1999 durch Bischof Reinhard Lettmann. Sein Wahlspruch lautete Sanctificetur nomen tuum (Dein Name werde geheiligt). Nach seiner Emeritierung 2006 lebte er in der Primatialabtei Sant’Anselmo und war wieder akademisch tätig. 2013 kehrte er nach Gerleve zurück.
Im Jahr 2010 ernannte die Ordenskongregation Altabt Pius Engelbert zum Apostolischen Visitator der Abtei Ettal, die durch einen Missbrauchsskandal erschüttert wurde. Engelbert konnte klären, dass den 2010 verantwortlichen Oberen des Klosters keine Schuldvorwürfe zu machen seien.
Pius Engelbert veröffentlichte zahlreiche Aufsätze und wissenschaftliche Arbeiten im Bereich der Kirchen- und Ordensgeschichte. Er gehörte seit 1989 dem Beirat der Görres-Gesellschaft und von 2010 bis 2014 dem Direktorium des Römischen Instituts der Görres-Gesellschaft an. Von 1993 bis 2013 war er zudem im wissenschaftlichen Beirat der Römischen Quartalschrift. Seit 1980 war Engelbert wissenschaftliches Mitglied der Historischen Kommission für Hessen.
Pius Engelbert starb im Alter von 87 Jahren am 6. Oktober 2024 auf der Pflegestation des Klosters Annenthal der Schwestern Unserer Lieben Frau (SND) in Coesfeld.

## Schriften
- Die Vita Sturmi des Eigil von Fulda. Literarkritisch-historische Untersuchung und Edition. Elwert, Marburg 1968 (Dissertation) (online).
- (Hrsg. mit Alfredus Spannagel, Kassius Hallinger): Smaragdi Abbatis Expositio in Regulam S. Benedicti, Respublica 1974, ISBN 3-87710-060-0.
- Die Bursfelder Benediktinerkongregation und die spätmittelalterlichen Reformbewegungen, in: Historisches Jahrbuch der Görres-Gesellschaft (HJb) 103, 1983, S. 35–55.
- Petrus Maier: Consuetudines Castellenses, Respublica 1996, ISBN 3-87710-172-0.
- mit Arnold Angenendt, Eckhard Freise: Vita Sancti Liudgeri, Regionalgeschichte Verlag 1998, ISBN 3-927085-97-9.
- (Hrsg.): Marquard Herrgott: Vetus Disciplina Monastica: Collectio Auctorum Ordinis S. Benedicti maximam partem Ineditorum, qui ante fexcentos fere annos per Italiam, Galliam atque Germaniam de Monastica disciplina tractarunt, Respublica Reprint 1999, ISBN 3-87710-191-7.
- (Hrsg.): Saeculum. Zeit und Welt. 100 Jahre Abtei Gerleve, Dialogverlag Münster 2004, ISBN 3-933144-93-0.
- Rom: St. Anselm, Schnell & Steiner 2007, ISBN 3-7954-6695-4.
- Sant’Anselmo in Rom. Kolleg und Hochschule. Von den Anfängen (1888) bis zur Gegenwart, 2. Auflage, EOS Verlag, St. Ottilien 2012, ISBN 978-3-8306-7532-7.